# Vizcondado de Uzqueta
El vizcondado de Uzqueta es un título nobiliario español creado por el rey Alfonso XIII en favor de Arturo Serrano y Uzqueta, teniente coronel de la escolta real, mediante real decreto del 30 de octubre de 1906 y despacho expedido el 15 de noviembre del mismo año.

## Vizcondes de Uzqueta
|                           | Titular                                      | Periodo                   |
| Creación por Alfonso XIII | Creación por Alfonso XIII                    | Creación por Alfonso XIII |
| ------------------------- | -------------------------------------------- | ------------------------- |
| I                         | Arturo Serrano y Uzqueta                     | 1906-1934                 |
| II                        | Gonzalo Serrano y Fernández de Villavicencio | 1934-1969                 |
| III                       | Javier Serrano Olavide                       | 1969-2004                 |
| IV                        | Gonzalo Alejandro Serrano Vicente            | 2004-hoy                  |

## Historia de los vizcondes de Uzqueta
- Arturo Serrano y Uzqueta, I vizconde de Uzqueta, teniente coronel de la escolta real, general de caballería, gentilhombre de cámara del rey con ejercicio.[1]

Casó el 5 de junio de 1889, en Madrid, con Rosa Fernández de Villavicencio y Muñoz de Baena. Le sucedió, en 1934, su hijo:
- Gonzalo Serrano y Fernández de Villavicencio (Madrid, 7 de febrero de 1906-7 de octubre de 1968), II vizconde de Uzqueta, VI conde de Tepa, comandante de caballería.[1][3]

Casó con María del Carmen Olavide y Torres. El 10 de diciembre de 1969, previa orden del 30 de abril para que se expida la correspondiente carta de sucesión (BOE del 16 de junio), le sucedió su hijo:
- Javier Serrano Olavide (Madrid, 30 de noviembre de 1933-Zaragoza, 29 de junio de 2004), III vizconde de Uzqueta, coronel de infantería, cruces del Mérito Militar, Cruz y Placa de San Hermenegildo.[3]

Casó con Mercedes Vicente Jordana (n. 1937). El 8 de noviembre de 2004, previa orden del 13 de octubre para que se expida la correspondiente carta de sucesión (BOE del 5 de noviembre), le sucedió su hijo:
- Gonzalo Alejandro Serrano Vicente (n. Zaragoza, 17 de febrero de 1965), IV vizconde de Uzqueta, caballero de la Real Hermandad de San Fernando.[3]

Casó el 20 de marzo de 1964, en Logroño, con María José Urdiola Alonso (n. 1964).